# Adrien d'Aiguesplas
 (septembre 2014).
Adrien d'Aiguesplas  est un membre de la société toulousaine du XVIIe siècle, avocat, capitoul et occasionnellement poète de langue occitane.
D'une illustre famille de Toulouse, ayant donné nombre de capitouls à la ville rose, d'abord avocat, il devient lui-même capitoul en 1689. Il s'adonnait par ailleurs à la poésie en occitan, qui fleurissait en cette fin de XVIIe siècle autour de l'académie des jeux floraux (les œuvres récompensées alors par cette académie étant exclusivement en français).
On retrouve ainsi de ses vers à la suite de Le triomphe de la Violette, aux Jeux floraux de Toulouse, remporté en 1685 par Jacques-Charles Ranchin de Montredon.

## Pour approfondir